# Frau electoral

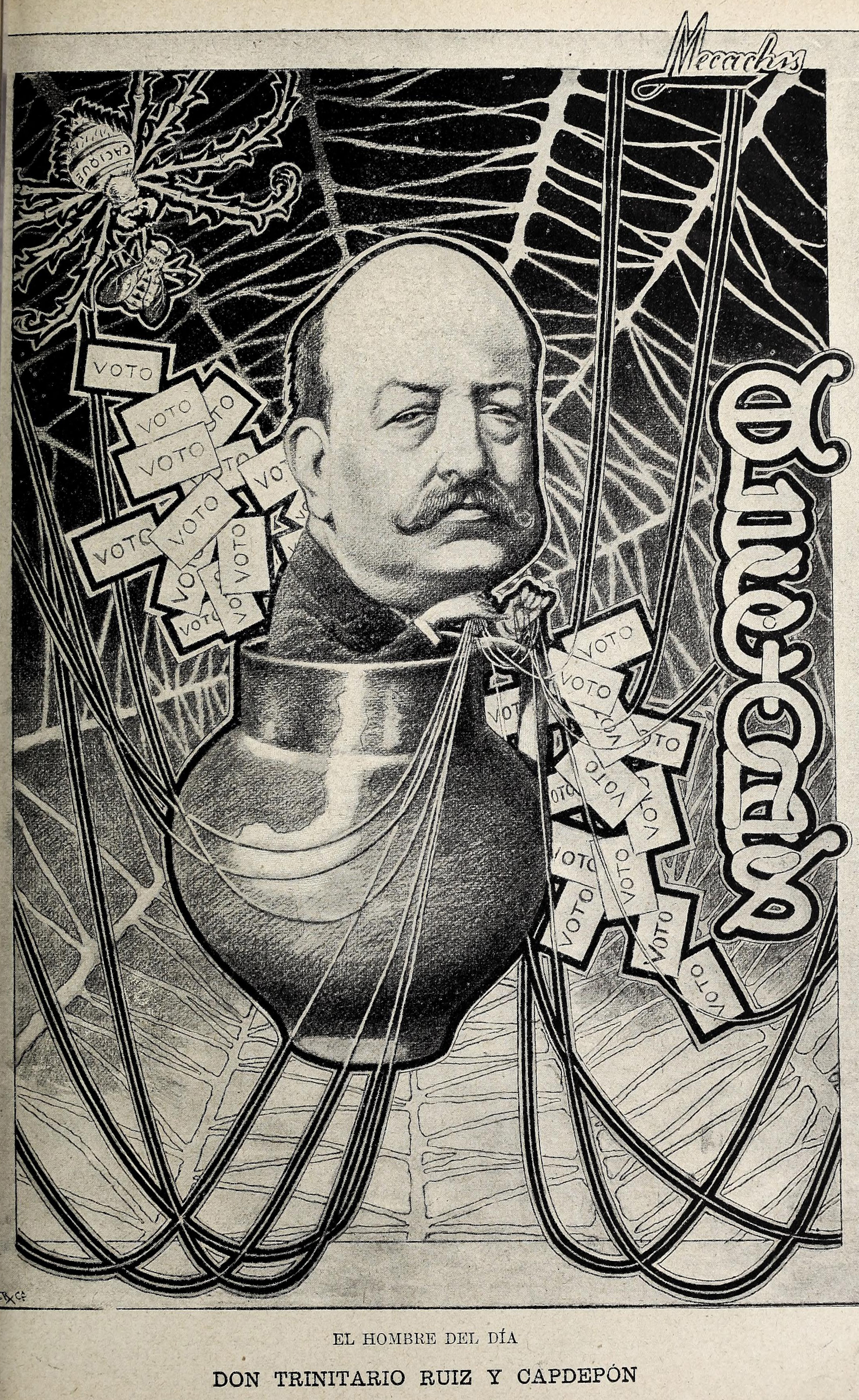
Caricatura de Trinitario Ruiz Capdepón

El frau electoral és la intervenció il·lícita d'un procés electoral amb el propòsit d'impedir, anul·lar o modificar els resultats reals. Són accions que atempten contra la legalitat de la democràcia. La tupinada en seria un cas particular.

## Tipus de frau electoral
- Frau electrònic: corrupció en els sistemes informàtics que computen els vots.
- Frau a les urnes: el més comú a tot el món, es produeix quan d'alguna manera, un candidat acumula vots falsos, encara que, avalats per una papereta, es pot trobar a les famoses tupinades del segle xix a Espanya amb l'expressió "urna prenyada" si aquesta ja conté vots indeguts en el moment en què els votants.comencen a dipositar el seu vot
- Frau mediàtic: no es fa a les urnes, sinó durant la campanya ...
  - desequilibri de les campanyes dels candidats en els mitjans
  - afavorint a un candidat, generalment del partit governant
  - desacreditant a un candidat, generalment de l'oposició.

## Supòsits de frau electoral
Casos o supòsits de frau electoral:
- Qualsevol individu, cometrà delicte electoral quan
  - Vota,[3] sense tenir credencial d'elector,
  - Vota amb una credencial que no és la seva.
  - Vota més d'una vegada en una mateixa elecció.
  - Fa propaganda el dia de la jornada electoral d'un candidat i orienta el vot dels ciutadans.
  - Recull, sense avís i sense cap causa, la credencial per votar dels ciutadans.
  - Obstaculitza o interfereix el desenvolupament de les votacions i procediment que se segueix el dia de les eleccions.
  - Condicionament del vot: l'existència de persones econòmica i socialment influents, com ara un cacic o l'amo d'una fàbrica, pot fer que un nombre determinat d'electors votin d'acord amb les seves ordres sota amenaça de ser objecte de mesures repressives (acomiadaments, anar a les quintes, etc.).

- Els ministres de culte religiós (pares, ministres, germans de qualsevol religió o secta), cometran delicte electoral quan:
  - En els seus sermons o actes públics propis indueixin els ciutadans a votar a favor o en contra d'un candidat o partit polític o perquè els ciutadans no es presentin a votar.

- Els funcionaris electorals, són totes les persones que formen part d'un òrgan electoral (la junta districte o funcionari de casella), cometran delicte electoral quan:
  - No compleixin les obligacions del seu càrrec.
  - No lliurin els documents o material electoral necessari perquè es facin les eleccions.
  - Instal·lin, obrin o tanquin una casella fora del que estableix el procediment electoral
  - Alterar els resultats electorals, roben i destrueixin butlletes, documents o materials electorals.
  - En exercici de les seves funcions, pressionin als ciutadans i els indueixin a votar per un candidat o partit polític.
  - Sense cap justificació excusin o ordenen la retirada de la casella electoral de representants dels partits.

- Els funcionaris partidistes, que són els que dirigeixen o formen part d'un partit polític, poden cometre un delicte electoral quan:
  - Realitzin propaganda electoral mentre compleixen amb el seu treball electoral.
  - Sostreguin, destrueixin o alterin els documents o material electoral.
  - Diguin notícies falses o doloses de manera pública relacionades amb matèria electoral.
  - Impedeixin violentament la instal·lació, obertura o tancament d'una casella.

- Els servidors públics que són totes les persones que treballen per al govern, poden cometre un delicte electoral quan:
  - Obliguin la gent que treballa amb ells a emetre el seu vot a favor d'un partit polític o candidat determinat.
  - Condicions la prestació de llum, aigua, telèfon, gas, etc., així com el compliment de programes socials o la realització de construccions perquè la gent emeti el seu vot a favor d'un partit polític o candidat.
  - Inverteixin, diners, serveis, cases, oficines per donar suport a un candidat o partit polític.
  - Utilitzin els empleats durant el seu temps de tasques perquè auxiliïn un candidat o partit polític determinat.

## Mecanismes pera evitar el frau electoral
La pràctica del frau electoral ocasiona reaccions enèrgiques, des de manifestacions que denuncien la seva simple sospita, com en els comicis de l'estat de Florida en la primera elecció de George Bush contra Al Gore , processos penals i investigacions com en Perú , després que el president Alberto Fujimori va abandonar el país, renúncies o destitucions dels caps d'estat, com la renúncia del president dels EUA Richard Nixon a conseqüència de la investigació del Cas Watergate, o actes de resistència civil.
Per evitar el frau electoral, les societats que l'han patit de manera sistemàtica, elaboren complicades lleis destinades a impedir-ho. En aquest ordre d'idees s'han creat:
- Urnes transparents per veure que no continguin vots previs
- Padrons i llistats d'electors,amb els problemes que pot comportar si s'aprofiten les dades personals del ciutadans per a fins electoral
- Credencials electorals amb hologrames i fotografia del votant registrat
- Taca de tinta indeleble en un dels dits de l'elector que ja va votar (perquè no torni a fer-ho), aquest ha estat un dels millors mètodes, ja que impedeix en efecte que l'elector voti més d'una vegada, tot i que s'ha donat alguns casos de tinta defectuosa
- Selecció aleatòria, d'entre els ciutadans, de les persones que controlen les urnes, aquesta mesura pot tenir els seus defectes, si no és obligatòria.
- Prohibició als partits que realitzin actes de propaganda el dia de les eleccions
- Control i auditoria del cost de les campanyes electorals, això no s'ha pogut estendre a les precampanyes
- Prohibició del finançament públic dels partits (per evitar "compromisos" del candidat cap a patrocinadors privats),
- Revisió i millora de les formes de recompte de les paperetes.
- El Sistema de Vot Únic Electrònic prevé casos de frau com el vot cadena.També pot evitar el robatori de butlletes, les butlletes apòcrifes i redueix la quantitat de vots impugnats

Altres mecanismes de defensa contra el frau electoral consisteixen en la creació d'òrgans i tribunals electorals integrats amb funcionaris no seleccionats pel poder executiu i s'han tipificar els delictes per castigar els instigadors, col·laboradors, beneficiaris i executors de cadascuna de les pràctiques del frau electoral. Tot i així encara falta molt per fer, ja que cap legislació inclou el frau mediàtic, encara que en alguns països es prohibeix molt convenientment que els partits es promoguin en la televisió per mitjà d'anuncis, ho han de fer en espais específicament dissenyats per la campanya.

### General
- Lehoucq, Fabrice. "Electoral fraud: Causes, types, and consequences." Annual review of political science (2003) 6#1 pp. 233–56.
- Schaffer, Frederic Charles. The hidden costs of clean election reform (Cornell University Press, 2008)

### Austràlia
- McGrath, Amy. The Forging of Votes, Tower House Publications, Kensington, NSW (1994)
- McGrath, Amy. Frauding of Elections, Tower House Publications and H.S. Chapman Society, Brighton-le Sands, NSW (2003)
- McGrath, Amy. (The Frauding of Votes, Tower House Publications, Kensington, NSW 1996)
- Perry, Peter John. Political Corruption in Australia: A Very Wicked Place? (Ashgate Pub Limited, 2001)

### Canadà
- Atkinson, Michael M., and Gerald Bierling. "Politicians, the public and political ethics: Worlds apart." Canadian Journal of Political Science (2005) 38#4: 1003.

### França
- Ebhardt, Christian. "In Search of a Political Office: Railway Directors and Electoral Corruption in Britain and France, 1820-1870." Journal of Modern European History (2013) 11#1 pp. 72–87.

### Alemanya
- Anderson, Margaret Lavinia. Practicing Democracy: Elections and Political Culture in Imperial Germany (2000)[4]
- Ziblatt, Daniel. "Shaping Democratic Practice and the Causes of Electoral Fraud: The Case of Nineteenth-Century Germany." American Political Science Review (2009) 103#1 pp. 1–21.

### Regne Unit
- Gash, Norman. Politics in the Age of Peel: A Study in the Technique of Parliamentary Representation 1830–1850 (1953)
- O'Gorman, Frank. Voters, Patrons and Parties: The Unreformed Electoral System of Hanoverian England, 1734–1832 (Oxford, 1989).
- Harling, Philip. "Rethinking "Old Corruption," Past & Present (1995) No. 147 pp. 127–58[5]
- Namier, Lewis Bernstein. The structure of politics at the accession of George III (London: Macmillan, 1957)
- O'Leary, Cornelius. The elimination of corrupt practices in British elections, 1868–1911 (Clarendon Press, 1962)

### Amèrica Llatina
- Hartlyn, Jonathan, and Arturo Valenzuela, "Democracy in Latin America since 1930," in Leslie Bethell, ed. Latin America: Politics and Society since 1930 (1998), 3–66.
- Molina, Iván and Fabrice Lehoucq. "Political Competition and Electoral Fraud: A Latin American Case Study," Journal of Interdisciplinary History (1999) 30#2 pp. 199–234[6]
- Posada-Carbó, Eduardo. "Electoral Juggling: A Comparative History of the Corruption of Suffrage in Latin America, 1830–1930." Journal of Latin American Studies (2000). pp. 611–44.
- Ricci, Paolo. "‘Beheading’, Rule Manipulation and Fraud: The Approval of Election Results in Brazil, 1894–1930." Journal of Latin American Studies (2012) 44#3 pp. 495–521.
- Silva, Marcos Fernandes da. "The political economy of corruption in Brazil." Revista de Administração de Empresas (1999) 39#3 pp. 26–41.

### Turquia
- Meyersson, Erik. "Is Something Rotten In Ankara’s Mayoral Election? A Very Preliminary Statistical Analysis" (2014)[7]
- Meyersson, Erik. "Trouble in Turkey’s Elections" (2014)[8]
- Meyersson, Erik. "Capital Fraud in Turkey? Evidence from Citizen Initiatives" (2014)[9]

### Estats Units d'Amèrica
- Argersinger, Peter H. "New perspectives on election fraud in the Gilded Age." Political Science Quarterly (1985) 100#4 pp. 669–87[10]
- Campbell, Tracy. Deliver the Vote: A History of Election Fraud, An American Political Tradition, 1742 2004 (Basic Books, 2005)
- Fackler, Tim, and Tse-min Lin. "Political corruption and presidential elections, 1929–1992." Journal of Politics 57 (1995): 971-93.[11]
- Mayfield, Loomis. "Voting Fraud in Early Twentieth-Century Pittsburgh," Journal of Interdisciplinary History (1993) 29#1 59–84[12]
- Morris Jr., Roy. Fraud of the Century: Rutherford B. Hayes, Samuel Tilden, and the Stolen Election of 1876 (2007)[13]
- Summers, Mark Wahlgren. The Era of Good Stealings (1993), covers corruption 1868–1877
- Sydnor, Charles. Gentlemen Freeholders: Political Practices in Washington's Virginia (1952), 18th century